# IPad mini (A17 Pro)
iPad mini (A17 Pro)は、 Appleによって設計、開発、販売されたiPad miniシリーズのタブレット端末である。2024年10月15日に発表された。iPad miniとしては初めてApple IntelligenceやApple Pencil Proをサポートする。米国では第6世代と販売価格は変わらないが、日本では第6世代発売開始時よりも大幅な円安になっており値上がりした。

## 概要
2024年10月15日にiPad miniシリーズの第7世代として発表された。同月23日に発売。
TSMCによって3nmプロセスで製造されたA17 Proを初採用し高性能化した。前モデルに引き続き、同サイズのLiquid Retinaディスプレイ、ステレオスピーカーを搭載、トップボタン（電源ボタン）にTouch IDを内蔵。先に発売のiPad (第10世代)、iPad Air (M2)、iPad Pro (M4)ではフロントカメラの位置が横向き（長辺）に変更されたが、本モデルでの変更はない。背面の刻印は「iPad」から「iPad mini」に変更された。
Apple Pencil（ProとUSB-C）とLogitech Crayonに対応している。これまでM1以降搭載モデルでのみ利用可能であったLogic Proアプリの一部機能やFinal Cut Proアプリにも対応した。
カメラアプリのProRAWやProRes Logには対応していない。
カラーバリエーションはiPad Air (M2)同様のスペースグレイ、スターライト、パープル、ブルーの4色展開である。ストレージは前モデルの64GBが128GBに置き換えられ、新たに512GBが追加された。重量はWi-Fiモデル、Wi-Fi + Cellularモデルともに前モデルから変わっていない。USB-C充電ケーブル（1m）と20W USB-C電源アダプタを同梱している。

## 特徴

### 通信

#### Wi-Fi
IEEE802.11ax Wi‑Fi 6E（同時デュアルバンド（2.4GHz/5GHz/6GHz）、MIMO対応HT160）に対応し、最大通信速度は、2400Mbpsである。

#### Wi-Fi + Cellularモデル

##### 5G NR
ドコモでは受信最大4.2Gbps/送信最大218Mbpsと記載があるが、「iPad mini（A17 Pro）」の情報は近日中に公開予定。
バンドn1、n2、n3、n5、n7、n8、n12、n20、n25、n26、n28、n29、n30、n38、n40、n41、n48、n66、n70、n71、n75、n76、n77、n78、n79

##### 4G LTE
ドコモでは受信最大1.7Gbps/送信最大131.3Mbpsと記載があるが、「iPad mini（A17 Pro）」の情報は近日中に公開予定。
- FDD-LTE（バンド1、2、3、4、5、7、8、11、12、13、14、17、18、19、20、21、25、26、28、29、30、32、66、71）
- TD-LTE（バンド34、38、39、40、41、42、48）

##### 3G
UMTS/HSPA/HSPA+/DC-HSDPA（850、900、1,700/2,100、1,900、2,100MHz）
eSIM（物理的なSIMには対応しない）

## iPadモデルの変遷
（横スクロールできる画像です）